# BMW X2
El BMW X2 es un SUV de lujo del segmento C que el fabricante alemán BMW lanzó al mercado en el año 2018. Es el tercer "SUV coupé" de la marca, luego de los BMW X4 y BMW X6. Algunos de sus rivales son el Audi Q3, el Jaguar E-Pace, el Lexus UX, el Mercedes-Benz Clase GLA, el Range Rover Evoque y el Volvo XC40.
El X2 es un cinco plazas con carrocería de cinco puertas. Utiliza la misma plataforma que el BMW X1, el BMW Serie 2 Active Tourer y algunos modelos de Mini, es decir, motor delantero transversal y tracción delantera o total, dependiendo de la versión. Se fabrica en la ciudad bávara de Ratisbona.
El 14 de octubre de 2024, BMW Argentina lanzó la primera generación de la BMW iX2. Es la primera generación de la SUV con silueta tipo fastback de BMW para el Segmento C (compacto). La iX2 es 100% eléctrica. Llega importada de Alemania y ya está a la venta en Argentina. La iX2 se ofrece en Argentina sólo en versión xDrive30 MSport (batería de 64.8 kWh, 313 cv, 494 Nm, tracción integral y 450 kilómetros de autonomía). La iX2 es el primer modelo 100% eléctrico que BMW Group comercializa en la Argentina. Hasta ahora se habían ofrecidos modelos electrificados MildHybrid (como la nueva X5) y Plug-In Hybrid (como el nuevo 330e Sedán). Viene de serie con el paquete deportivo MSport y es el primer modelo de BMW en estrenar en la Argentina el servicio ConnectedDrive. Garantía de tres años o 200 mil kilómetros.
El 22 de marzo de 2018, BMW Argentina lanzó la primera generación la X2 en Argentina. Es la nueva SUV de BMW para el Segmento C (compacto). Está basada en la segunda generación de la X1, que se lanzó en la Argentina en abril de 2016. Como todas las BMW X terminadas en número par, la X2 tiene una estética más deportiva. Se posiciona por debajo de las X4 y X6. Llega importada de Alemania y ya está a la venta en Argentina. Hay una sola versión disponible, con la misma configuración mecánica de la X1 sDrive20i: motor naftero 2.0 turbo (192 cv y 280 Nm), con caja automática de siete velocidades y tracción delantera. El diseño, aunque no será del agrado de todos. La X2 apunta a un público más joven, que busca una estética más moderna y extrovertida que la tradicional X1. Por el momento, no hay versiones con tracción integral (como sí tiene la X1). Viene de serie con el paquete MSportX, que tiene emblemas, volante, asientos y terminaciones M. Garantía de tres años o 200.000 kilómetros.
El 7 de febrero de 2019, BMW Argentina lanzó una nueva versión tope de gama de la X2 en Argentina. Es la nueva versión tope de gama de la SUV de BMW para el Segmento C (compacto). Complementa la oferta de la X2 sDrive20i que se lanzó en marzo de 2018. Llega importada de Alemania, estará en los concesionarios a partir de julio de 2019 y ya está a la venta en nuestro mercado. Motor naftero de cuatro cilindros, 2.0 turbo, con 306 cv y 450 Nm. Caja automática de ocho velocidades, con convertidor de par. Tracción integral con sistema xDrive. Es la única X2 de la Argentina con doble tracción. Además, tiene muy buenas prestaciones: acelera de 0 a 100 km/h en 4,9 segundos y alcanza los 250 km/h. Por supuesto, también es la X2 más cara de la Argentina. Viene de serie con el paquete de accesorios MPA, que es como BMW rebautizó a lo que antes se conocía como M Performance Line. Garantía de tres años o 200.000 kilómetros.
El 14 de octubre de 2024, BMW Argentina lanzó a la segunda generación de la X2 en Argentina. Es la segunda generación de la SUV con silueta tipo fastback de BMW para el Segmento C (compacto). Reemplaza a la X2 que se comercializó desde marzo de 2018. La X2 ofrece motores combustión interna,. Llega importada de Alemania y ya está a la venta en Argentina.  La X2 llega a la Argentina sólo en versión xDrive20i MSport (motor 2.0 turbonaftero, 204 cv, 300 Nm, caja automática de ocho velocidades y tracción integral). Garantía de tres años o 200.000 kilómetros.

## Motorizaciones
Los motores gasolina son un tres cilindros de 1,5 litros y 140 CV, un cuatro cilindros de 2,0 litros en variantes de 192, 231 y 306 CV, y un híbrido que combina un tres cilindros de 1,5 litros con un motor eléctrico que erogan en total 228 CV.
En tanto, los motores Diesel son un tres cilindros de 1,5 litros y 116 CV, y un cuatro cilindros de 2,0 litros en variantes de 150, 190 y 231 CV.
| Periodo                        | 2018-presente                                             | 2018-presente                                             |        |        |
| Identificación del motor       | B38 A15M1                                                 | B46 B20                                                   |        |        |
| Tipo de motor                  | L3 12v, inyección directa, twin-scroll turbo, intercooler | L4 16v, inyección directa, twin-scroll turbo, intercooler |        |        |
| Diámetro x carrera             | 82.0 mm × 94.6 mm                                         | 82.0 mm × 94.6 mm                                         |        |        |
| Cilindrada                     | 1499 cm³                                                  | 1998 cm³                                                  |        |        |
| Relación de compresión         | 11.0: 1                                                   | 11.0: 1                                                   |        |        |
| Potencia máxima: CV (kW) @ rpm | 140 CV (103 kW) @ 4600-6500                               | 192 CV (141 kW) @ 5000-6000                               |        |        |
| Par máximo: Nm @ rpm           | 220 Nm @ 1480-4200                                        | 280 Nm @ 1350-4600                                        |        |        |
| Tracción                       | Delantera                                                 | Delantera / Total (xDrive)                                |        |        |
| Transmisión                    | Manual, 6 velocidades / Automática, 7 velocidades         | Automática, 7 velocidades / Automática, 8 velocidades     |        |        |
| Aceleración 0–100 km/h         | 9.6 s                                                     | 7.7 s                                                     |        |        |
| Velocidad máxima               | 205 Km/h                                                  | 227 Km/h                                                  |        |        |
| Consumo combinado (L/100 km)   | 5.6-5.8                                                   | 5.5-6.2                                                   |        |        |
| Normativa anticontaminación    | Euro 6                                                    | Euro 6                                                    | Euro 6 | Euro 6 |

| Periodo                        | 2018-presente                                              | 2018-presente                                              | 2018-presente                                                |        |        |        |        |
| Identificación del motor       | B47 D20                                                    | B47 D20                                                    | B47 D20                                                      |        |        |        |        |
| Tipo de motor                  | L4 16v, inyección directa, common-rail, turbo, intercooler | L4 16v, inyección directa, common-rail, turbo, intercooler | L4 16v, inyección directa, common-rail, biturbo, intercooler |        |        |        |        |
| Diámetro x carrera             | 84.0 mm × 90.0 mm                                          | 84.0 mm × 90.0 mm                                          | 84.0 mm × 90.0 mm                                            |        |        |        |        |
| Cilindrada                     | 1995 cm³                                                   | 1995 cm³                                                   | 1995 cm³                                                     |        |        |        |        |
| Relación de compresión         | 16.5: 1                                                    | 16.5: 1                                                    | 16.5: 1                                                      |        |        |        |        |
| Potencia máxima: CV (kW) @ rpm | 150 CV (110 kW) @ 4000                                     | 190 CV (140 kW) @ 4000                                     | 231 CV (170 kW) @ 4400                                       |        |        |        |        |
| Par máximo: Nm @ rpm           | 350 Nm @ 1750-2750                                         | 400 Nm @ 1750-2500                                         | 450 Nm @ 1500-3000                                           |        |        |        |        |
| Tracción                       | Delantera / Total (xDrive)                                 | Total (xDrive)                                             | Total (xDrive)                                               |        |        |        |        |
| Transmisión                    | Manual, 6 velocidades / Automática, 8 velocidades          | Manual, 6 velocidades / Automática, 8 velocidades          | Automática, 8 velocidades                                    |        |        |        |        |
| Aceleración 0–100 km/h         | 9.3 s                                                      | 7.7-9.2 s                                                  | 6.7 s                                                        |        |        |        |        |
| Velocidad máxima               | 206-207 Km/h                                               | 221 Km/h                                                   | 237 Km/h                                                     |        |        |        |        |
| Consumo combinado (L/100 km)   | 4.5-5.2                                                    | 4.6-4.8                                                    | 5.1-5.3                                                      |        |        |        |        |
| Normativa anticontaminación    | Euro 6                                                     | Euro 6                                                     | Euro 6                                                       | Euro 6 | Euro 6 | Euro 6 | Euro 6 |